# Jānis Bulis

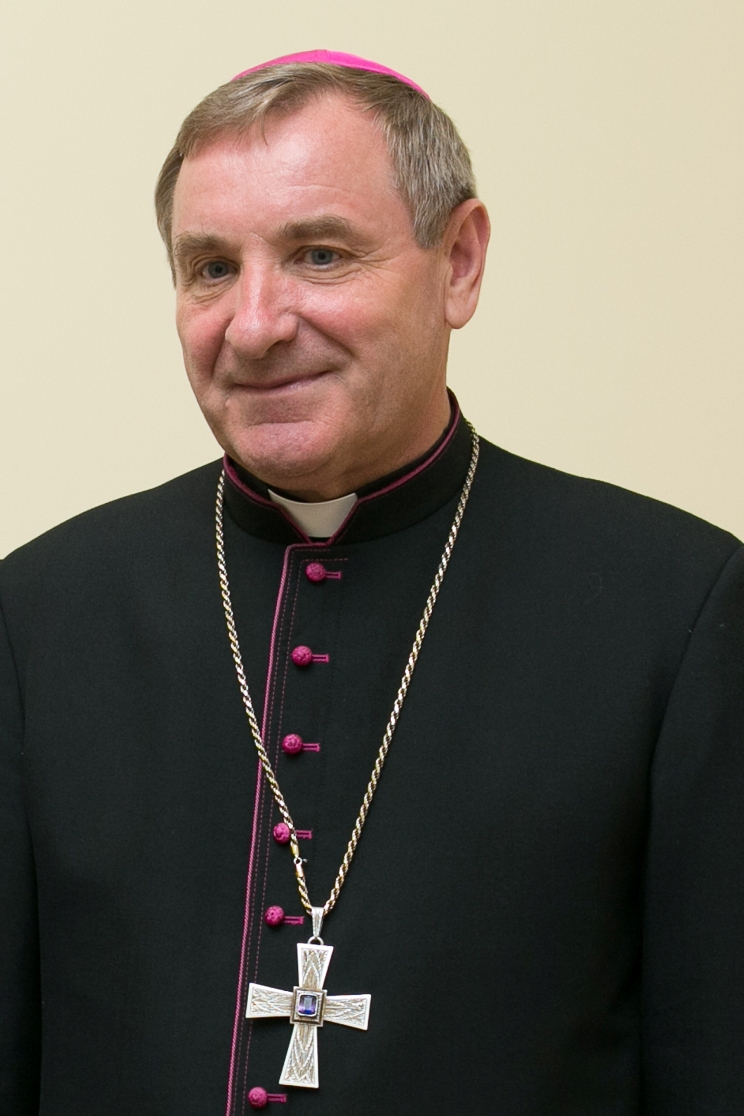
Jānis Bulis

Wappen von Jānis Bulis

Jānis Bulis (* 17. August 1950 in Briģi, Bezirk Ludza, Lettische SSR) ist Bischof von Rēzekne-Aglona.

## Leben
Jānis Bulis empfing am 22. Mai 1977 durch den Apostolischen Administrator von Riga, Julijans Kardinal Vaivods, das Sakrament der Priesterweihe und wurde in den Klerus des Bistums Liepāja inkardiniert.
Am 8. Mai 1991 ernannte ihn Papst Johannes Paul II. zum Bischof von Liepāja. Der Apostolische Nuntius in Italien, Erzbischof Francesco Colasuonno, spendete ihm am 24. Juni desselben Jahres die Bischofsweihe; Mitkonsekratoren waren der Erzbischof von Riga, Jānis Pujats, und der emeritierte Weihbischof in Riga, Jānis Cakuls, sowie der Weihbischof in Riga, Vilhelms Ņukšs. Am 7. Dezember 1995 ernannte ihn Johannes Paul II. zum Bischof von Rēzekne-Aglona.